# Армянская палеография

Гипотетические исходные формы армянского алфавита согласно Сергею Муравьёву

Армя́нская палеогра́фия — раздел палеографии, изучающий историю эволюции форм армянского письма и его начертания. Данное понятие включает также описание развития армянского письма.
Армянский алфавит был создан в 405 году в городах Эдесса и Самосата учёным-монахом Месропом Маштоцем. Как и в случае других письменных систем мира, на протяжении более 1600 лет графическое начертание армянских букв претерпело некоторые изменения.  Основные 4 графические формы армянского письма Средних веков — еркатагир, болоргир, нотргир и шхагир. Из них, первый является маюскульной формой, остальные три — минускульной формой начертания букв. Наиболее распространёнными были формы еркатагир и болоргир. В пределах каждого из этих видов возможны определённые вариации.

## История изучения

### Предыстория

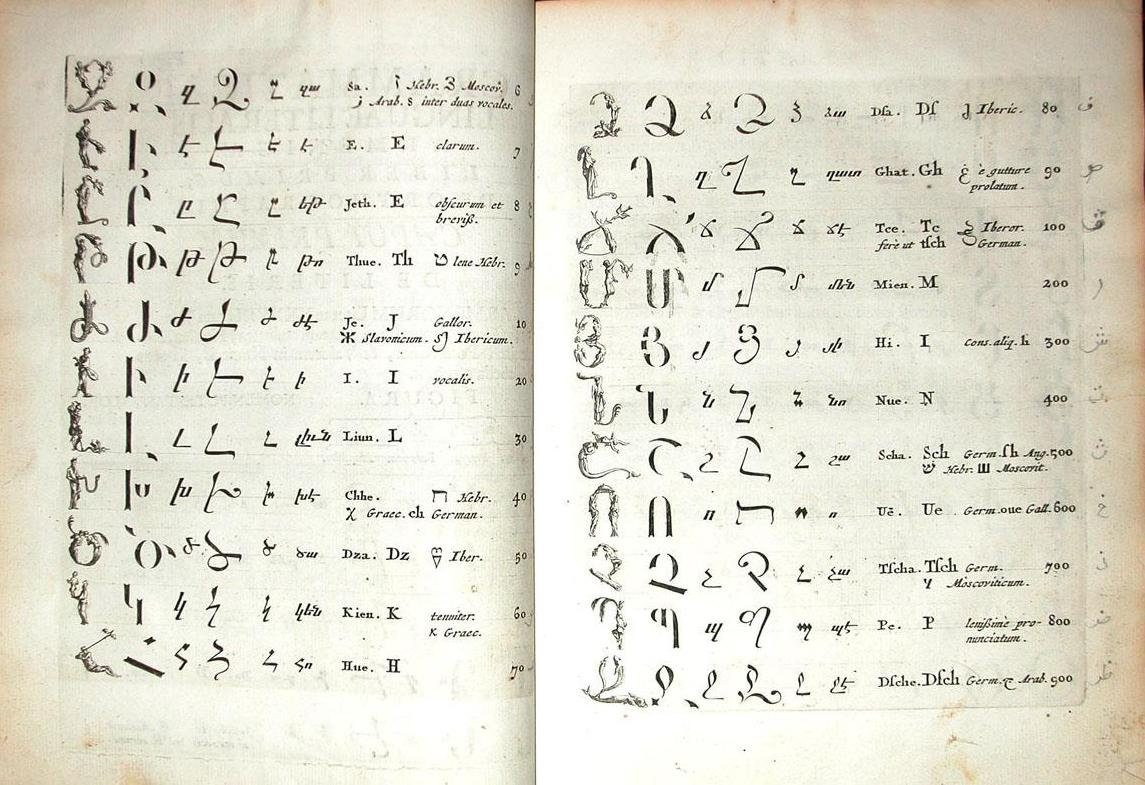
Страница «Сокровищницы армянского языка» Иоганна Шрёдера, 1711 год

По мнению некоторых исследователей, истоки классификации рукописных шрифтов необходимо искать в самых ранних дискуссиях по искусству письма, которые обнаруживаются в первых армянских работах по грамматике. В конце V века грекофильской школой было переведено на армянский язык «Грамматическое искусство» Дионисия Фракийского. Существуют целый ряд средневековых армянских комментариев, которые рассматривают эту грамматику и грамматику в целом. Их авторы — жившие в VI—XI веках Давид Анахт, Аноним, Мовсес Кертог, Степанос Сюнеци, Амам Аревелци и Григор Магистрос. Шестой раздел работы Дионисия озаглавлен «Письмена». Все армянские комментаторы также посвящали этот раздел буквам алфавита под заглавием «О письменах» (арм. Յաղագս տառի). Размер этих разделов варьируется от одной до шести страниц, однако все они рассматривали фонетические и другие аспекты 36 букв армянского алфавита. Только в комментарии Амама дается краткое воображаемое описание каждого из армянских письмён. Наиболее крупными среди поздних армянских авторов занимавшихся грамматикой, были писавшие в XIII веке Вардан Аревелци и Ованес Ерзнкаци.

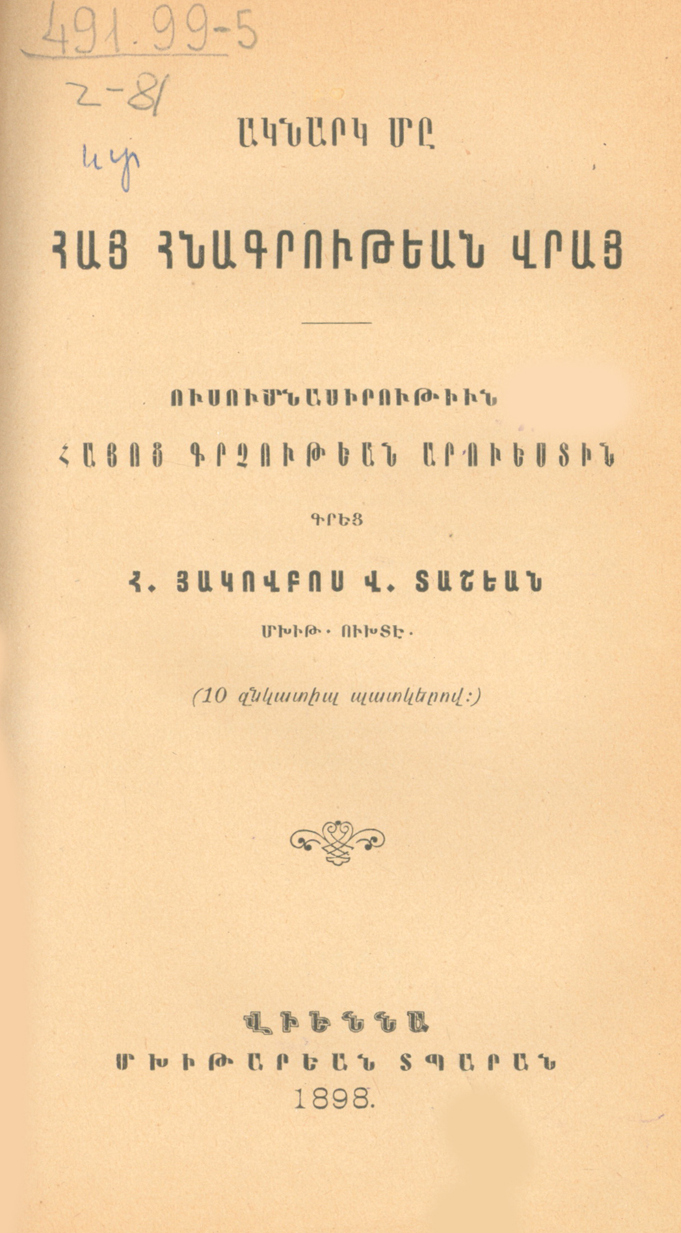
Титульный лист книги А. Ташяна «Обзор армянской палеографии», 1898 год

Более поздние исследователи армянского алфавита, — Ривола, Шрёдер и Аноним, находились, хотя и не всегда, под влиянием этого раздела грамматики Дионисия, а также его армянских переводчиков и комментаторов. Эти поздние авторы добавляли в стандартный перечень букв, вместе с их звучанием и значением, также краткие комментарии о различных шрифтах, которыми пишется армянский.
Палеографические вопросы, особенно касающиеся типов шрифта, возможно, были рассмотрены во множествах работ, известных как руководства для писцов. Самый ранний из таких трудов появился в XII веке в Киликийской Армении, принадлежит Аристаксу Гричу и называется «Открытое изучение различных слов». Существует работа учёного XIII века Григора Скевраци «Наставление об искусстве писания». В XV веке Григор Татеваци, в свою очередь, написал комментарии к обеим авторам. Дифференцирование между различными видами армянского шрифта вероятно берёт начало именно с таких работ, а не в грамматиках. Уже к началу XVII века созданные на западных языках по западной научной модели грамматические труды посвящённые армянскому языку, содержат классификацию рукописных шрифтов.
Таблицы с изображением иноземных алфавитов были популярны в Европе уже в XVI веке, ещё до формирования палеографии как научной дисциплины на рубеже XVII—XVIII веков. Среди таких книг одно из самых ранних упоминаний об армянском алфавите есть в «Recueil d’anciennes écritures», составленной в 1566—1567 годах Пьером Хамоном, секретарём короля Франции Карла IX. На 21-м листе этой работы имеется «Alphabet d’Armenye», который, по словам Хамона, он скопировал из коллекции в Фонтенбло. В 1623 году Sacra Congregatio de Propaganda Fide опубликовала краткий Alphabetum Armenum с плохо написанными армянскими подзаголовками. В этой маленькой брошюре, алфавитная таблица занимает 4 страницы, однако в ней нет упоминаний о типах шрифта.
В научной литературе названия армянских средневековых форм письма обнаруживаются еще в прото-палеографических дискуссиях. Так, в 1624 году в своей «Грамматике» армянского языка Франческо Ривола писал o трёх формах армянского письма: болоргире (Poluerchir, Orbicularis nempe littera), нотргире (Noderchir, idest, Notariorum littera) и еркатагире (Erghathachir, Ferrea … littera). Научные дискуссии о типах армянских письмён продолжились и в период возникновения палеографии как научной дисциплины на рубеже XVII—XVIII веков. В 1711 году Иоганн Шрёдер в разделе «De Orthographia» своего труда «Сокровищница армянского языка», рассмотрел палеографические вопросы. Шрёдер привёл таблицу разных форм армянского письма с комментариями на одной странице. В 1730 году анонимный автор подготовил грамматику армянского языка на французском, в которой также обнаруживается секция о стилях армянских письмён под заглавием «De l’orthographe». В 1823 году руководитель кафедры армянского языка Школы восточных языков в Париже Шаан Джрпетян в разделе «Des Lettres, des Syllables, et des Signes orthographiques» своей объёмной «Грамматики», передаёт общие данные о различных видах армянского письма и их использовании. Последний, сравнивал эволюцию армянского шрифта с различными типами шрифтов латиницы. Джрпетян впервые предложил периодизацию развития каждого из типов. Палеографические вопросы также рассмотрены в «Грамматике армянского языка» Месропа Тер-Арутюняна, изданной в 1826 году. Наиболее подробно рассматривает тему мхитарист Гукас Инчичян в 3-м томе своего «Археологического описания земли Армянской», изданном в 1835 году.

### Начало научного изучения
Однако как самостоятельная дисциплина армянская палеография сложилась с конца XIX века. Начало научного изучения армянской палеографии было заложено в 1898 году, когда А. Ташяном был составлен список армянских рукописей книгохранилища Венских мхитаристов и первое пособие по армянской палеографии. Поводом для его написания стало обнаружение в Египте греко-армянского папируса. В книге даётся описание средневековых видов письмён, история их названий, датировка, касающиеся палимпсестов вопросы и т. д. Классификация Ташяном армянских письмён сохранила свою научную ценность и сейчас. Незадолго до этого, в 1892 году, отдельные вопросы армянской палеографии были рассмотрены в труде «Армянские письмена» И. Арутюняна. Вопросы, касающиеся истории армянских букв и искусства рукописной книги, рассматриваются в книге Г. Овсепяна «Искусство письма у древних армян» (1913). В этом альбоме-факсимиле представлены 143 образца армянского письма V—XVIII столетий, сделанные на мягком материале, камне или металле. Труд Овсепяна сохранил своё значение и поныне. В досоветское время были изданы лишь эти два специализированных труда, которые посвящены армянской палеографии.
Палеографии посвящён труд Рачии Ачаряна «Армянские письмена» (1928), в котором подробно анализируется история происхождения армянских букв и их графическое развитие. В своей книге Ачарян использовал труды Ташяна и Овсепяна. Определённую научную ценность представляет книга К. Кафадаряна «Первоначальные формы армянского письма» (1939). Теме происхождения армянских букв и их связи с арамейскими посвящена статья А. Периханяна «К вопросу о происхождении армянской письменности». Серьёзный вклад в дело изучения истории и графической эволюции армянских письмён внёс А. Абрамян, издавший в 1959 году монографию «История армянского письма и письменности». Последний рассматривает вопросы аббревиатуры, идеограммы, криптограммы и т. д. В 1987 году вышла «Армянская палеография» Степана Мелик-Бахшяна. Вопросами армянской палеографии занимались также Г. Левонян, Левон Хачерян, Э. Агаян и другие. Важным вкладом в изучение вопроса стало издание в 1960—1973 годах «Свода армянских надписей», состоящего из 4 томов.
В 2002 году в авторстве М. Стоуна, Д. Коюмджяна и Х. Лехмана был издан «Альбом армянской палеографии». Труд был признан важным достижением в области арменистики. А в 2006 году вышла в свет армянская версия альбома в переводе Гоар Мурадян и Арам Топчяна.

## Армянское письмо
Армянский язык использует оригинальный армянский алфавит. Алфавит был создан в 405 году учёным и священником Месропом Маштоцем, а его появление сталo важнейшей вехой на пути духовного развития армян. Изначально, он состоял из 36 букв: 7 из них передавали гласные звуки, а 29 — согласные. В этом составе знаки приводятся в древнеармянском переводе «Грамматического искусства» Дионисия Фракийского, сделанном во второй половине V века. В таком же количестве и порядке они приведены в акростихах поэтов VII века Комитаса Ахцеци и Давтака Кертога. Алфавит совершенно точно передаёт фонемный строй армянского языка, фонетическая структура которого на протяжении более 1600 лет сохраняется почти без изменений. Исследователи, такие как Гюбшман, Мейе, Маркварт и другие, называют его «наиболее совершенным для своего времени фонетическим письмом». В XI веке были добавлены лишь две буквы — Օ и Ֆ.
О происхождении армянской графики существуют различные теории. Были высказаны мнения о том, что при создании графики армянских букв, Маштоц принял в качестве основы (либо использовал) греческое, разновидности среднеперсидского или арамейского письма. Мюллер выводил происхождение армянской письменности от семитских народов и Авесты. Севак предполагал возможность южносемитского происхождения. Вслед за ним, Ольдерогге обнаружил сходство армянского и эфиопского письма. Согласно последнему, большинство учёных возводят алфавит Маштоца либо к пехлеви (среднеперсидскому), либо к арамейскому алфавитам. Среди таких специалистов — Маркварт, Юнкер и Петерс. Енсен считает неясной степень влияния этих графических образцов на армянское письмо. Гамкрелидзе считает буквы армянского письма результатом оригинального творчества его создателя «по определённому принципу», не исключая возможности использования доступных графических образцов различных систем письма. Муравьёв предполагает полную самостоятельность армянской графики.

## Древнейшие памятники армянской письменности
|                                                                                              |  |
| 1.Фрагмент греко-армянского папируса. Датируется V—VII веками 2. Фрагмент манускрипта V века |  |

Для выработки методологии описания эволюции армянского письма важное значение имеют наиболее ранние сохранившиеся его памятники. Древнейшим образцом армянского лапидарного письма (на камне) считается надпись феодала Сааке Камсаракана, высеченная на храме в Текоре — самое позднее, в 490 году, то есть всего через 50 лет после смерти Маштоца. Надпись не имеет чёткой датировки, но во второй строке в качестве основателя монастыря упоминается католикос Иоанн Мандакуни, который пребывал на этой должности в 478—490 годах. Среди ранних армянских надписей учёные выделяют также надпись из Двина VI века, и надпись из церкви Святой Рипсиме 618 года. Также, на Святой земле сохранилась недатированная армянская надпись V века и мозаика V—VI веков.
Наиболее ранние фрагментарные манускрипты на пергаменте относятся к V—VI векам. Древнейшие образцы армянского письма сохранились также в палимпсестах, среди которых, например, «Санасарское Евангелие», написанное на тексте V века. Не позже 640 года датируется греко-армянский папирус, найденный в Египте в конце XIX века. Папирус содержит греческий текст, написанный армянскими буквами. Самая ранняя сохранившаяся чётко датированная рукопись на армянском — «Евангелие царицы Млке», была создана в 862 году. Важное значение для армянской палеографии имеет также «Лазаревское Евангелие», переписанное в 887 году. Ранее этих Евангелий была написана недатированная «Евангелие Вехамор», которая исследователями обычно датируется VII—VIII веками, и предположительно является древнейшей сохранившейся полноценной армянской рукописью. Древнейшая армянская рукопись на бумаге относится к 981 году. Она написана письмом еркатагир и болоргир. Манускрипт примечателен и тем, что представляет собой самый ранний экземпляр болоргира.
Для изучения армянской палеографии также важны и другие находки, например, золотой перстень Сасанидской эпохи с геммой на древнеармянском. Надпись выгравирована округлым еркатагиром и датируется периодом V—VII веков.
Изначально писчим материалом служил пергамент, а папирус в Армении не применялся. В середине XX века насчитывалось около 24 000 (по современным данным более 30 000) армянских рукописей. Их научная каталогизация началась уже в XVIII веке. Большая часть армянских рукописей датирована. Как рукописи, так и лапидарные надписи, относящиеся к первым векам письменности, отличаются стабильностью в начертаниях знаков.

## Эволюция армянского письма

Историческое развитие буквы Շ/շ

Важной палеографической проблемой является вопрос о том, какие именно формы букв использовал сам Месроп Маштоц. Большинство учёных считают, что Маштоц изобрёл и использовал шрифт, аналогичный форме, которая ныне именуется месроповским еркатагиром. Именно этот большой, вертикальный и округлённый маюскул встречается в ранних надписях. Считается, что из этой первоначальной формы еркатагира далее вышел прямолинейный еркатагир и разные вариации маюскула. В конечном счёте этот шрифт развился в болоргир, а со временем — в нотргир и шхагир. Таким образом, формы букв прошли определённые этапы развития. Сохранились рукописи со шрифтами переходного характера. В. Калцолари и М. Стоун предполагают, что первоначальная форма еркатагира должна была быть более скорописной и курсивной — как греческие и сирийские письмена того времени. Считается маловероятным, что для перевода Библии — задачи, которая заняла десятилетия, Маштоц и его ученики могли использовать трудоёмкую форму еркатагира.
Термин гир — «письмо» — встречается во всех 4 названиях форм армянских букв. В средневековых источниках упоминаются лишь 3 названия — еркатагир, болоргир и нотргир, тогда как шхагир — термин относительно новый.
| Буква | еркатагир | еркатагир     | болоргир | шхагир | нотргир |
| Буква | округлый  | прямолинейный | болоргир | шхагир | нотргир |
| ----- | --------- | ------------- | -------- | ------ | ------- |
| Ա     |           |               |          |        |         |
| Բ     |           |               |          |        |         |
| Գ     |           |               |          |        |         |
| Դ     |           |               |          |        |         |
| Ե     |           |               |          |        |         |
| Զ     |           |               |          |        |         |
| Է     |           |               |          |        |         |
| Ը     |           |               |          |        |         |
| Թ     |           |               |          |        |         |
| Ժ     |           |               |          |        |         |
| Ի     |           |               |          |        |         |
| Լ     |           |               |          |        |         |
| Խ     |           |               |          |        |         |
| Ծ     |           |               |          |        |         |
| Կ     |           |               |          |        |         |
| Հ     |           |               |          |        |         |
| Ձ     |           |               |          |        |         |
| Ղ     |           |               |          |        |         |
| Ճ     |           |               |          |        |         |
| Մ     |           |               |          |        |         |
| Յ     |           |               |          |        |         |
| Ն     |           |               |          |        |         |
| Շ     |           |               |          |        |         |
| Ո     |           |               |          |        |         |
| Չ     |           |               |          |        |         |
| Պ     |           |               |          |        |         |
| Ջ     |           |               |          |        |         |
| Ռ     |           |               |          |        |         |
| Ս     |           |               |          |        |         |
| Վ     |           |               |          |        |         |
| Տ     |           |               |          |        |         |
| Ր     |           |               |          |        |         |
| Ց     |           |               |          |        |         |
| Ւ     |           |               |          |        |         |
| Փ     |           |               |          |        |         |
| Ք     |           |               |          |        |         |
| Օ     |           |               |          |        |         |
| Ֆ     |           |               |          |        |         |

### Еркатагир
| |  |
| 1. «Лазаревское Евангелие», 887 год. Округлый еркатагир 2. Четвероевангелие, XI—XII века. Прямолинейный еркатагир |  |

Еркатагир — древнейший из армянских шрифтов, известен с V века. Слово в переводе означает «железное письмо». «Новый словарь древнеармянского языка» (1836) даёт для него значение «написанный железным стилосом». По другой версии, название возникло из-за используемого в чернилах оксида железа. Более современные исследовали склонны связывать термин с железным долотом, которым вырезались письмена в каменных надписях. В истории армянской письменности он аналогичен раннелатинскому письму унциал и кириллическому уставу. Сам термин «еркатагир» впервые встречается в колофоне Евангелия, датируемом 911 годом. Согласно классификации, принятой в теории письма, еркатагир и его разновидности относятся к маюскульной группе шрифтов. Две основные формы древнеармянского маюскульного письма — это округлый и прямолинейный еркатагир.
Округлый еркатагир формируется соединением вертикальных осей и связывающих их дуг и углов при небольшом количестве горизонтальных прямолинейных элементов. Связи между буквами и словораздел отсутствуют. Округлый еркатагир употреблялся до XIII века, после чего использовался для заглавий. Уже Ачарян полагал, что это — наиболее ранний из двух видов. Такого же мнения Юзбашян. Стоун также поддержал эту версию. Рассел считает наиболее вероятным, что в V веке существовали оба вида.  Округлый еркатагир называют также «собственно месроповским».
Другая разновидность этого шрифта — «прямолинейный еркатагир». Как и «округлый», он удержался до XIII века. Наиболее ранние датированные памятники восходят к X столетию. Он называется также «средним еркатагиром», «среднемесроповским» или полуунциал. В нём дугообразные или ломаные связи уступают место прямолинейным, он рисовался вертикально или с наклоном вправо.
Наряду с двумя основными видами маюскульного письма иногда выделяют также «мелкий еркатагир». Фактически — это уменьшенный в размерах прямолинейный еркатагир. Так как он не содержит конструктивных отличий, целесообразность выделения его в самостоятельный вид письма оспаривается.
Буквы писались между двумя воображаемыми параллельными линиями, а образующие элементы почти не выходили за пределы строки. Исключение составляли буквы Փ и Ք. С XIII века еркатагир применялся лишь при написании заглавных букв, заглавий или заглавных строк. На нём продолжали создаваться лапидарные надписи.

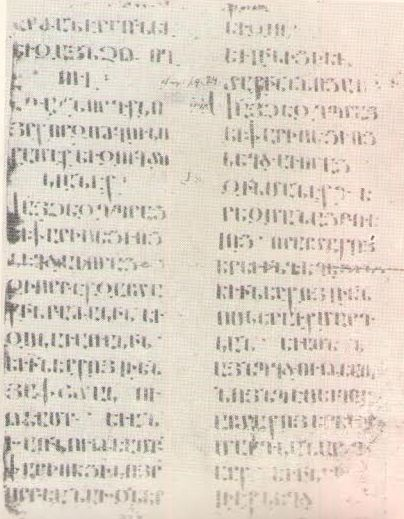
Страница манускрипта V века, округлый еркатагир
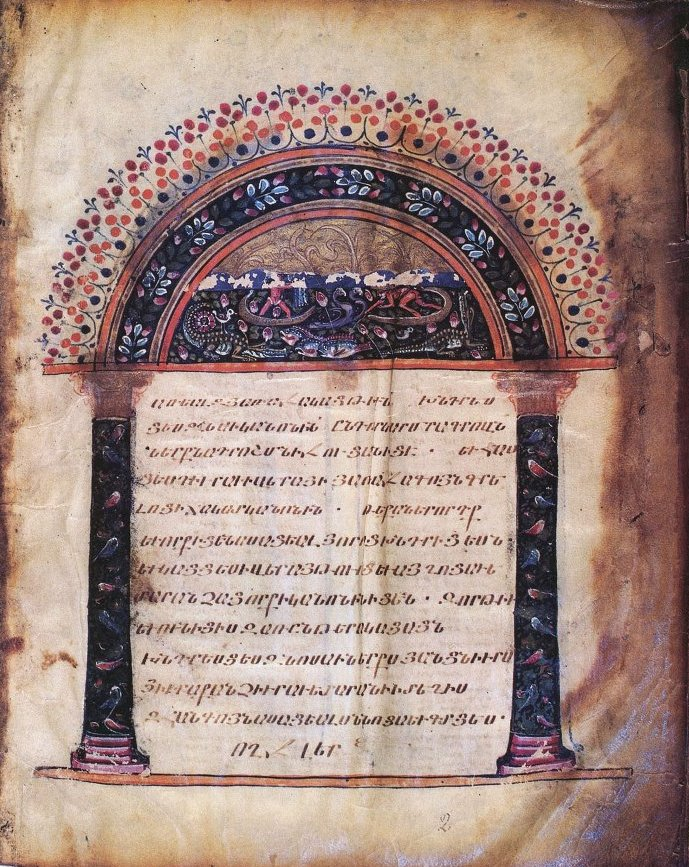
Страница «Евангелия царицы Млке», округлый еркатагир, 862 год
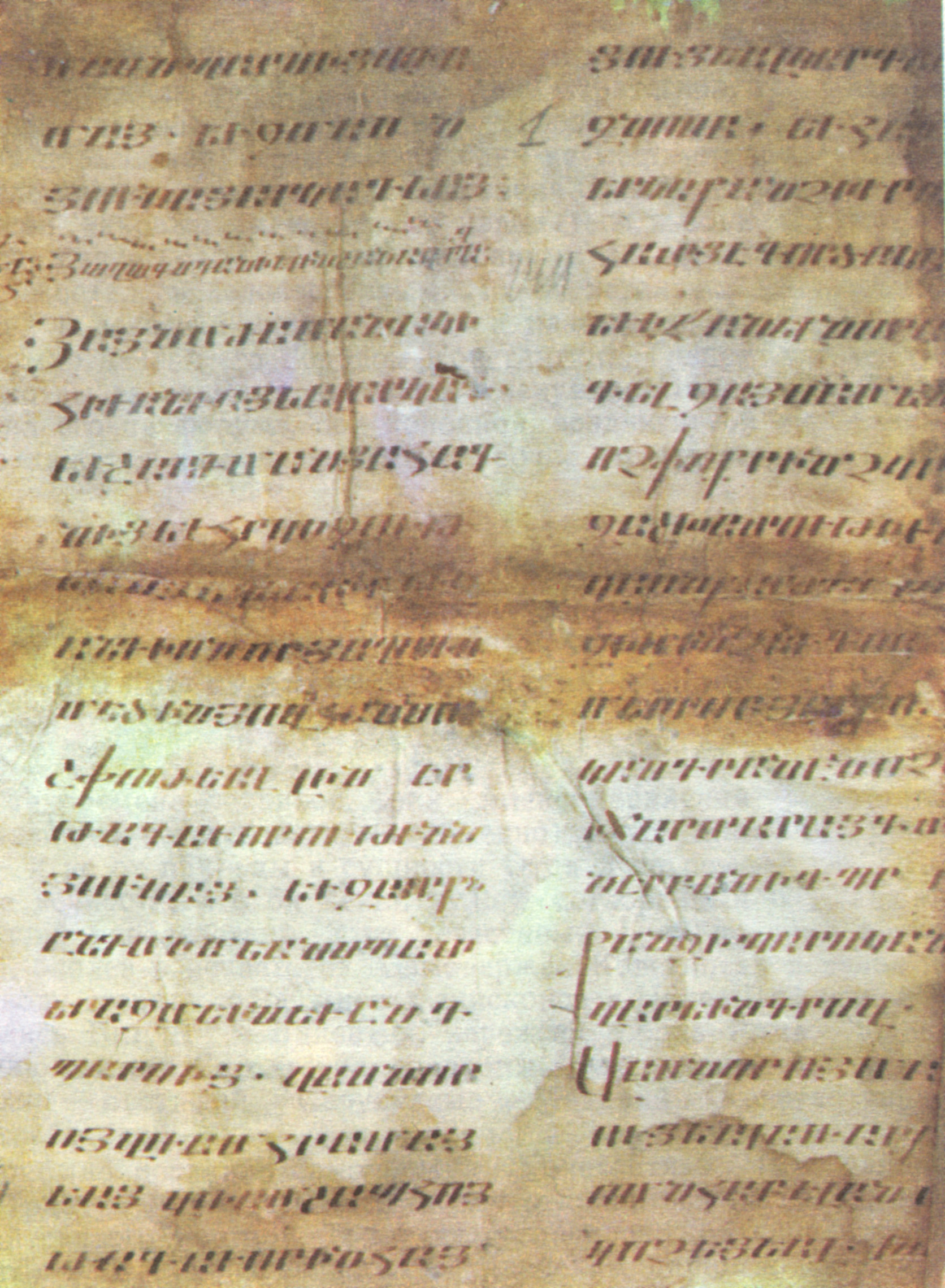
Страница манускрипта «Истории Армении» Мовсеса Хоренаци, прямолинейный еркатагир, X—XI века
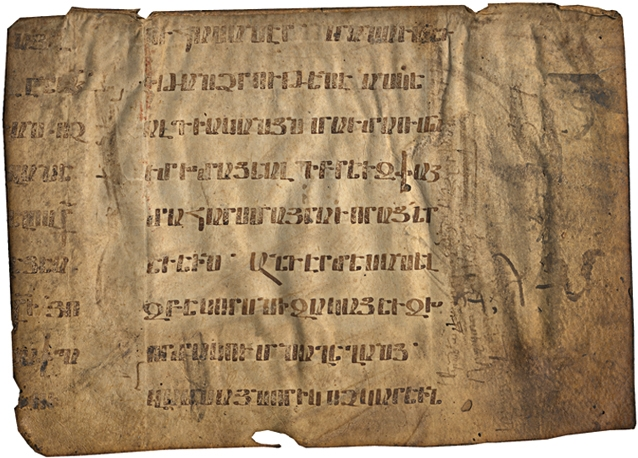
Страница манускрипта «О Вардане и войне армянской» Егише, прямолинейный еркатагир, VII—VIII века
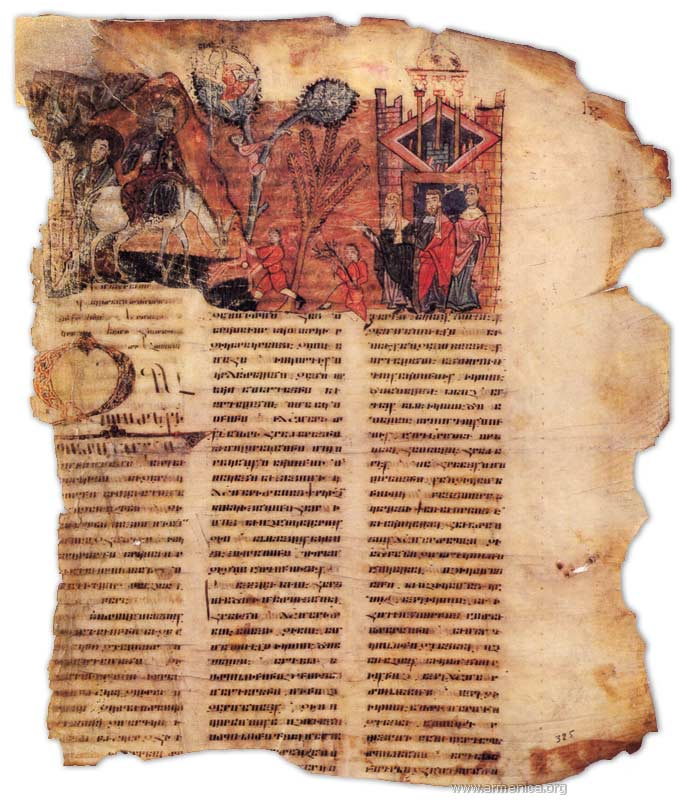
Мушский гомилиарий[арм.], прямолинейный еркатагир, 1200—1202 годы

### Болоргир
Вопрос о том, существовал ли болоргир одновременно с еркатагиром в V веке или эволюционировал от последнего, в науке окончательно не решён. Идею одновременного существования еркатагира и болоргира предложил Овсепян — один из первых исследователей армянской палеографии, ещё в начале XX века. Санджян также полагает, что этот шрифт существовал уже с V столетия. Муравьёв не исключает возможность изначального существования одновременно с еркатагиром обычного курсивного скорописного письма, но, исходя из теоретических соображений, считает это маловероятным. Принято считать, что болоргир постепенно эволюционировал от еркатагира в результате стремления писцов экономить время и пергамент. Рассел из Гарвардского университета отмечает, что болоргир как разновидность шрифта начал зарождаться в V веке и что, вероятно, письмена Маштоца изначально были различными и универсальными.
Самая ранняя рукопись на нём встречается с X века, хотя в «Лазаревском Евангелии» 887 года уже обнаруживаются образцы болоргира. Вероятно, эта графическая форма возникла ещё раньше: некоторые буквы этой формы встречаются в греко-армянском папирусе VI—начала VII века, а также в ряде раннехристианских надписей того же периода. Таким образом, греко-армянский папирус становится важным звеном для изучения эволюции еркатагира в болоргир. Сам термин впервые зафиксирован в колофоне конца XII века. Болоргир являлся доминирующим типом письма с XIII по XVI век. С XVI века болоргир также лежит в основе наиболее распространённого армянского печатного шрифта. Западные исследователи начала XVII века предлагали латинские эквиваленты названию этого письма: Ф. Ривола и К. Галанус — orbicularis, И. Шрёдер — rotunda.
В своей графической форме он мало отличается от еркатагира и представляет его уменьшенную форму. Так, согласно Коюмджану лишь 16 из 36 армянских букв обнаруживают графические отличия между маюскульной и минускульной формами, притом в половине случаев эти отличия незначительны. Предполагаемое эволюционное развитие касается именно этих букв. Согласно Стоун различия между этими двумя типами шрифта незначительны или вообще отсутствуют, он выделяет лишь 9 букв, имеющих наиболее отличающиеся формы: Ա—ա, Ձ—ձ, Մ—մ, Յ—յ, Շ—շ, Չ—չ, Պ—պ, Ջ—ջ, Ց—ց. Подразделяется, по мнению большинства исследователей, на два вида —  восточный и киликийский. Коюмджян отмечает также  переходную форму. Киликийский болоргир более каноничный и изящной формы, восточный вариант близок прямолинейному еркатагиру. Болоргир относится к шрифтам «четырёхлинейного» характера. В таком графическом начертании «тело» буквы лежит на строке между двумя воображаемыми параллельными линиями, за пределы которых, ограниченных другой парой воображаемых линий сверху и снизу, вытягиваются вверх и вниз выносные элементы — дуги, хвосты, крюки, зигзаги и др. Как правило, буквы писались с наклоном вправо, хотя иногда встречается написание и с вертикальной осью. Уже в этом шрифте появляется определённая тенденция к связи. Изначально между группами слов, а позднее также отдельными словами, появляется дистанция. В отличие от ранее доминировавшего еркатагира, болоргир писали, а не рисовали.
Ряд специалистов переводит термин как «круглое письмо», хотя болоргир образуется сочетанием почти исключительно прямолинейных элементов. На армянском слово «болор» означает не только «круглый» или «округлый», но имеет также значение «весь» или «целый», то есть «полный».

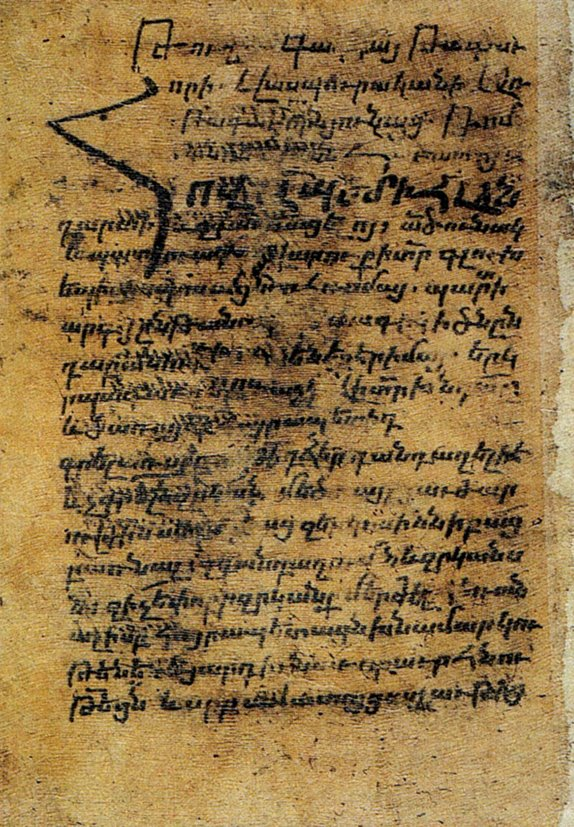
Страница письма царя Васпуракана Гагика I к Роману I Лакапину, рукопись XIV века (Ватиканская апостольская библиотека)
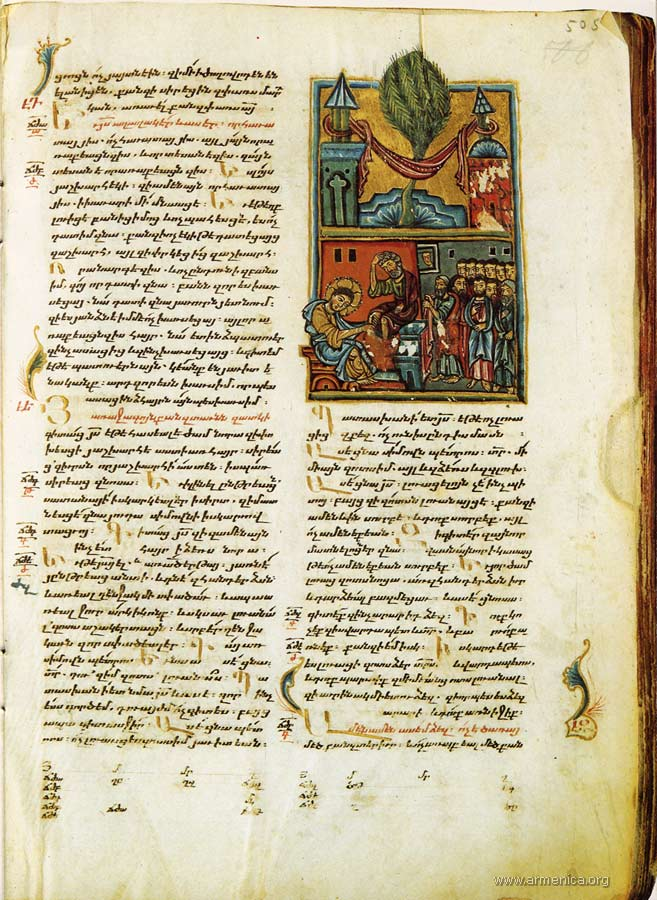
Страница Библии, 1318 год
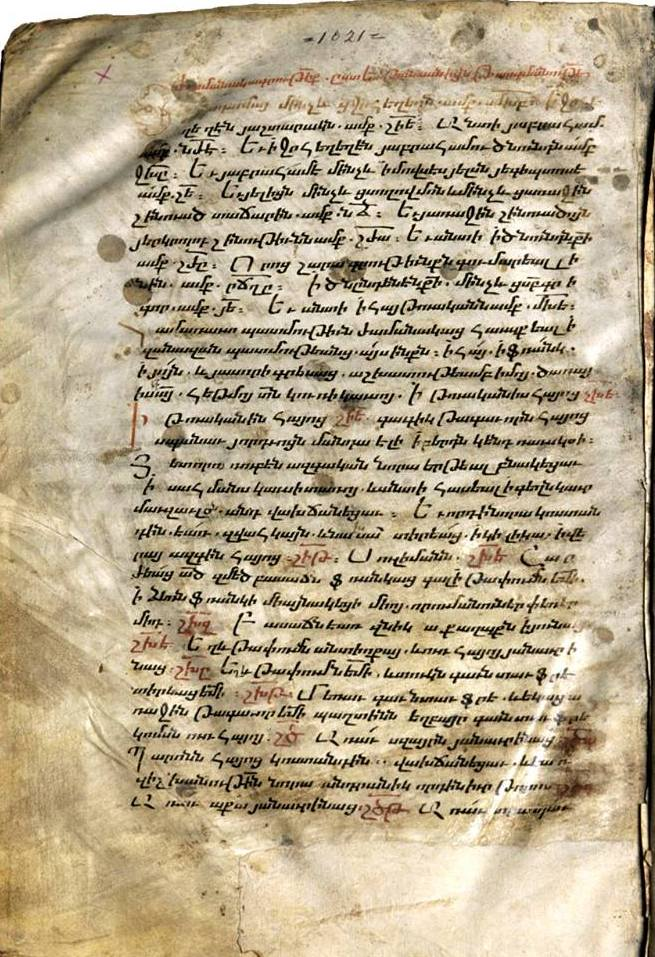
Страница из «Хроники» приписываемый Гетуму, 1319 год
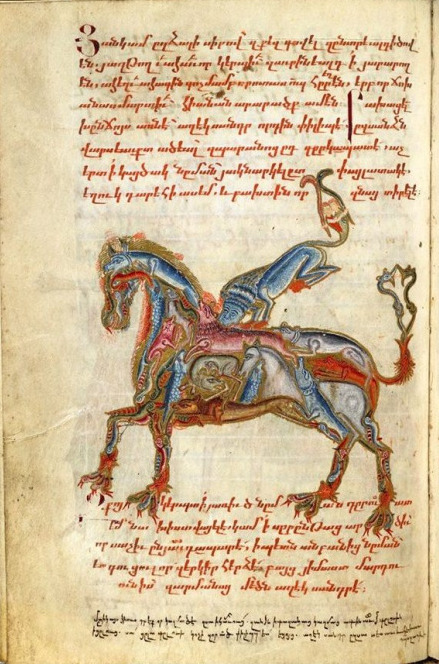
Страница манускрипта «Истории Александра Великого», 1544 год
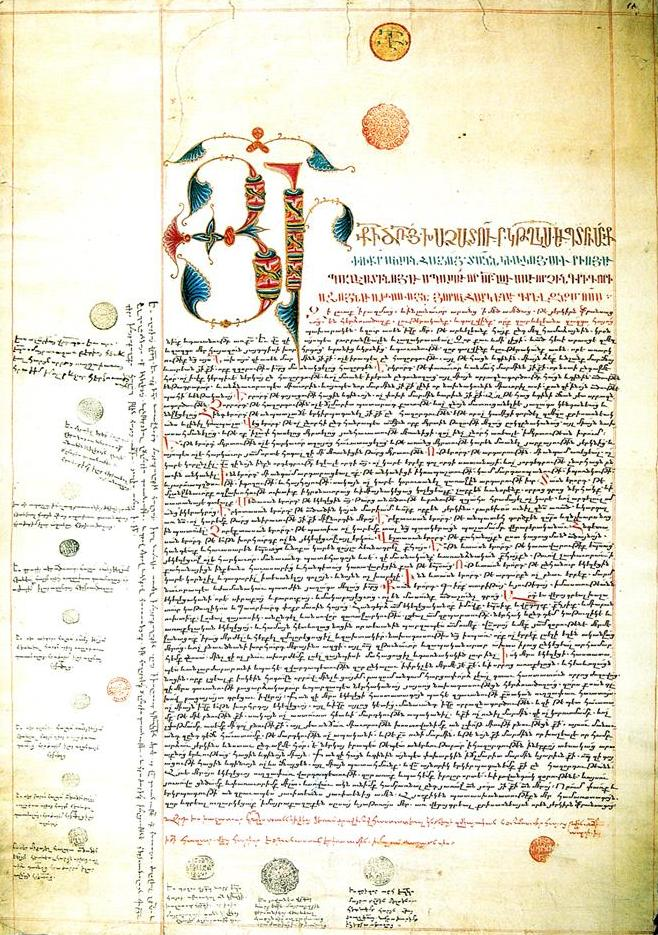
Письмо католикоса Хачатура Людовику XIV, 1672 год (Национальная библиотека Франции)

### Шхагир
| |  |
| 1. Фрагмент рукописи перевода «Об истолковании» Аристотеля нотргиром 2. Фрагмент из средневековой рукописи шхагиром |  |

Шхагир лежит в основе современной скорописи. Санджян переводит этот термин как «наклонное письмо». Коюмджян возражает против такой версии, переводя слово как «тонкий». Шхагир встречается как прямой формы, так и с наклоном. Известен он уже с X—XI веков. Наиболее ранний его пример датируется 999 годом. Также обнаруживается схожесть между некоторыми формами шрифта греко-армянского папируса и шхагиром. Относительно широкое распространение он получил лишь с XVII—XVIII веков, употребляясь обычно в памятных записях. Он образуется сочетанием прямолинейных, ломаных и округлых элементов. Одно из графических отличий этого шрифта — все его элементы писались одной небольшой толщиной. Сам термин, по-видимому, появился в XVIII веке. Как правило, не подразделяется на виды.

### Нотргир
Нотргир переводится как «нотариальное письмо». Считается, что форма письма нотргир формировалась в XIII столетии, а самые древние из сохранившихся образцов относятся к XIV веку. Согласно Стоун, сам термин впервые зафиксирован в XV веке, однако большее распространение получил в XVI—XVIII веках, особенно среди армянской диаспоры, и впоследствии стал также популярным шрифтом в печати. Этот шрифт мельче болоргира и формируется соединением прямолинейных, округлых и волнистых элементов. Использованием скорописных форм нотргира достигалась экономия писчего материала. Он сочетает в себе элементы как болоргира, так и шхагира. Нотргиром писались в основном неофициальные тексты: колофоны рукописей, канцелярские документы и так далее. Как и шхагир, не подразделяется на виды.

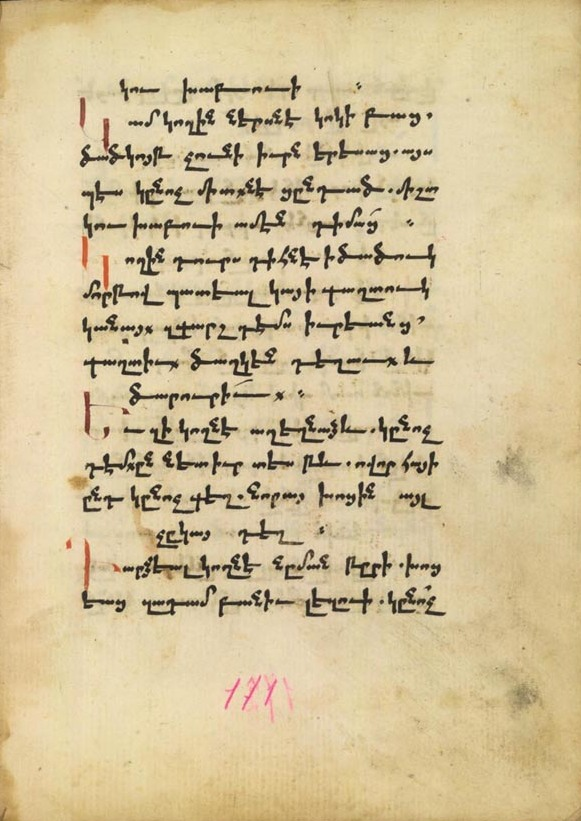
Страница манускрипта поэмы «Адамгирк» Аракела Сюнеци, 1653 год
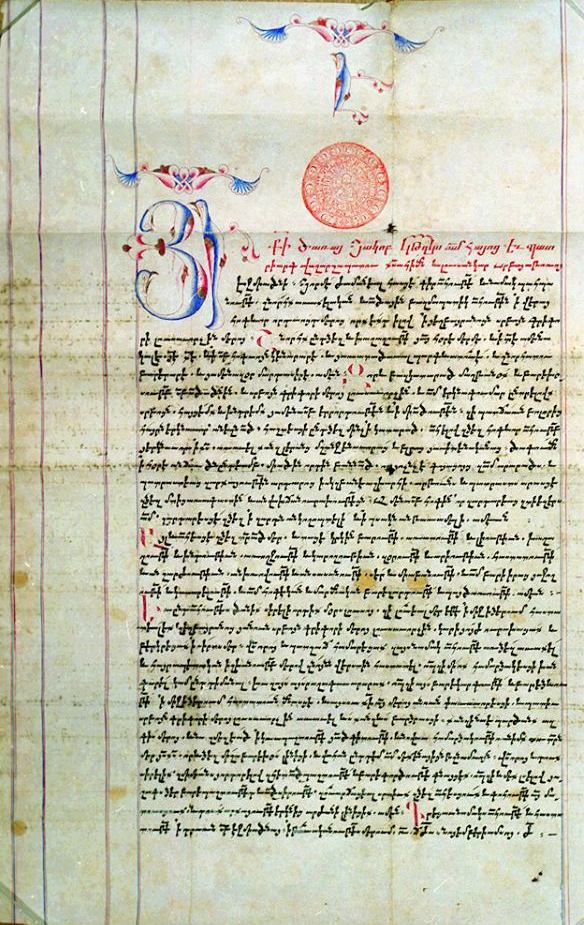
Документ католикоса Акопа Джугаеци адресованный польской армянской епархии, 1662 год
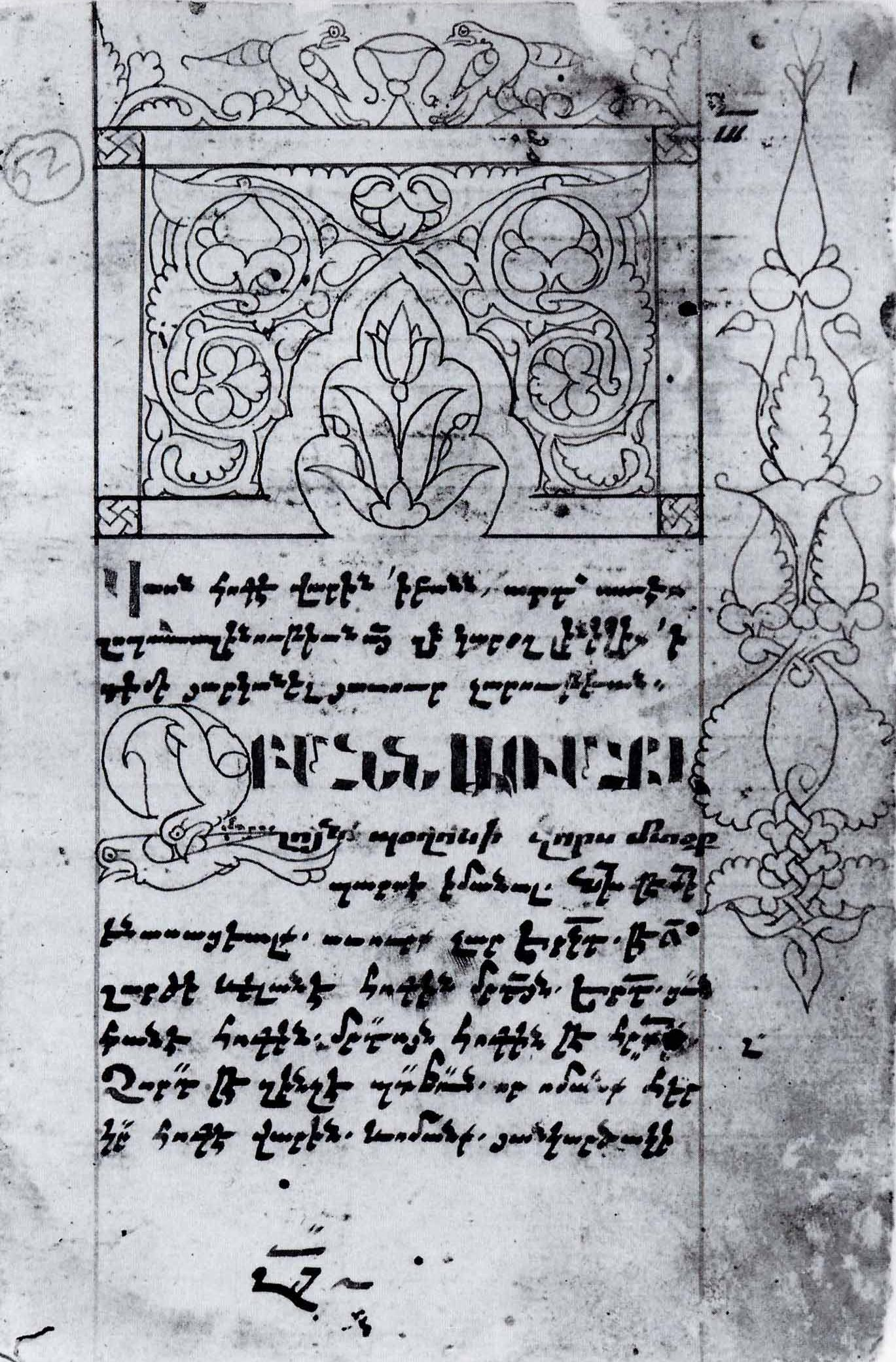
Страница из сборника гомилий, 1710 год
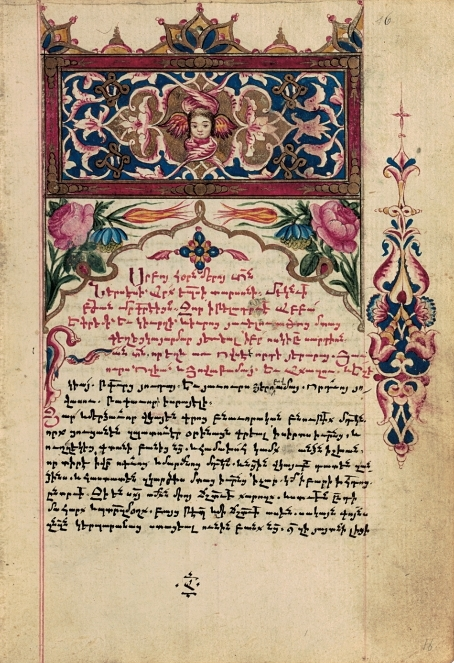
Страница манускрипта XVIII века
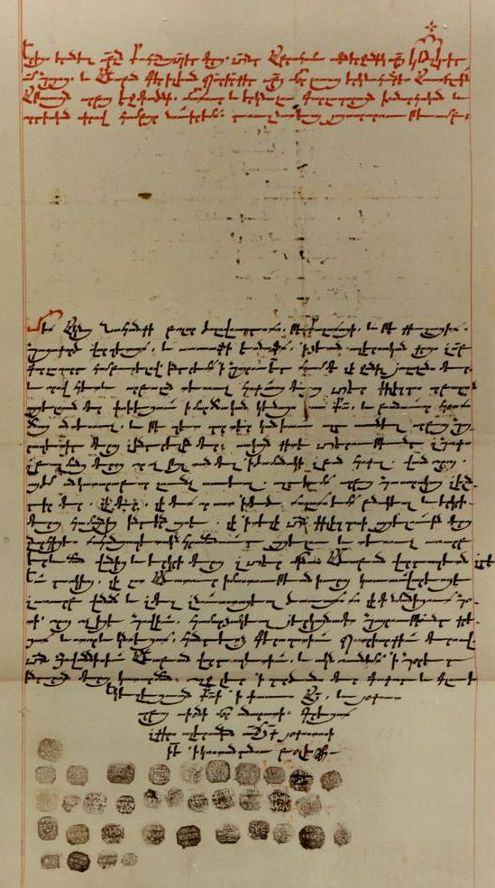
Документ 1734 года

## Комментарии
1. ↑  Полемизируя с Муравьёвым, Юзбашян отмечает 2 примера отклонения графической характеристики букв от действительности, в частности это буквы Տ и Պ.
2. ↑  Первый пример использования буквы օ имеется с 1046 года в слове փափագանօք, первый пример буквы ֆ с 1037 года в названии Մուֆարզինն
3. ↑  Обрывки древнейшей рукописи с письмом V века сохранились в материале, использованном для переплёта рукописи XIII века. Рукопись хранится в Матанадаране под № 1577
4. ↑  В Матенадаране к таким рукописях относятся № 1, 9, 14, 28, 41, 48, 77, 90, 436, 463, 1256, 1261, 1266.
5. ↑  Коюмджян датирует манускрипт 971 или 981 годом.